# Onychiuroides hrabei
Onychiuroides hrabei is een springstaartensoort uit de familie van de Onychiuridae. De wetenschappelijke naam van de soort is voor het eerst geldig gepubliceerd in 1963 door Rusek.